# Ширензе
Ширензе (њем. Schierensee) општина је у њемачкој савезној држави Шлезвиг-Холштајн. Једно је од 165 општинских средишта округа Рендсбург. Према процјени из 2010. у општини је живјело 388 становника. Посједује регионалну шифру (AGS) 1058141.

## Географски и демографски подаци
Ширензе се налази у савезној држави Шлезвиг-Холштајн у округу Рендсбург. Општина се налази на надморској висини од 32 метра. Површина општине износи 9,2 km². У самом мјесту је, према процјени из 2010. године, живјело 388 становника. Просјечна густина становништва износи 42 становника/km².